# Полоз острівний
Полоз острівний (Elaphe climacophora) — неотруйна змія з роду Полоз-елаф (Elaphe) родини Полозові (Colubridae). Інша назва «японська щуряча змія».

## Опис
Загальна довжина досягає 155–160 см. Голова велика, тулуб широкий, хвіст помірно короткий. Навколо середини тулуба є 23 луски. Черевних щитків — 224–244, підхвостових — 97–123 пари. З боків черева черевна луска утворює добре виражене ребро. Луски тулуба з добре розвиненими поздовжніми реберцями. Анальний щиток розділений. 
Молоді полози забарвлені зверху у світло-коричневий або жовтувато-коричневий тон, уздовж хребта тягнеться малюнок з численних коричневих або бурих, облямованих чорним, витягнутих поперек плям і того ж кольору дрібніших плям з боків тулуба. Дорослі особини мають блакитно-зелене або сірувато-оливкове забарвлення. По спині проходять 4 темні переривчасті поздовжні смуги. Черево блакитно-сірого кольору з глянцевим блиском. На Японських островах зустрічаються ще дві форми: світло-сіра з темними безперервними смугами і зеленувата з великими плямами на шиї. 

## Спосіб життя
Полюбляє морське узбережжя серед каменів і плавникового сміття, бамбукові зарості, підстилку ялицево-пихтового лісу, місця біля геотермальних джерел. Острівний полоз добре плаває. Зустрічається на висоті до 500–600 м над рівнем моря. Після зимівлі з'являється у квітні—травні. Активність триває до жовтня — листопада. Харчується дрібними ссавцями і птахами, рідше далекосхідними жабами.
Це яйцекладна змія. Самиця наприкінці червня — на початку липня відкладає 4–10 яєць розміром 17–19 × 40–45 мм. 

## Розповсюдження
Мешкає в Японії, островах Окінава та на курильському острові Кунашир (Росія). 
На острові Хонсю в околицях міста Івакуні мешкає унікальна популяція острівних полозів, представлена виключно альбіносами. У Японії цих змій називають "шірохебі". Ця популяція налічує понад 2000 особин і знаходиться під суворою охороною. 